# Stenocercus latebrosus
Stenocercus latebrosus — вид ігуаноподібних ящірок родини Tropiduridae. Ендемік Перу.

## Поширення і екологія
Stenocercus latebrosus мешкають в горах Західного хребта Перуанських Анд в регіонах Кахамарка і Ла-Лібертад. Вони живуть в чагарникових заростях, трапляються на плантаціях, полях і пасовищах та в садах. Зустрічаються на висоті від 2400 до 2600 м над рівнем моря.